# Fußball-Weltmeisterschaft 1950/Schweiz
Dieser Artikel behandelt die Schweizer Fußballnationalmannschaft bei der Fußball-Weltmeisterschaft 1950.

## Qualifikation

### Erste Runde
| Schweiz   | Schweiz   | - | Luxemburg | Luxemburg | 5:2 | Maillard 20', Fatton 30' 41', Ballaman 48', Antenen 59' / Wagner 3', Reuter 88' |
| Luxemburg | Luxemburg | - | Schweiz   | Schweiz   | 2:3 | Müller 3', Kremer 38' / Maillard 1', Friedländer 59', Fatton 75'                |

### Finalrunde
Belgien zog zurück, weshalb die Schweiz automatisch qualifiziert war.

## Schweizer Aufgebot
| Nummer / Name | Nummer / Name          | Damaliger Verein        | Geburtstag | Länderspiele |
| Torhüter      | Torhüter               | Torhüter                | Torhüter   | Torhüter     |
| ------------- | ---------------------- | ----------------------- | ---------- | ------------ |
|               | Eugenio Corrodi        | FC Lugano               | 02.07.1922 |              |
|               | Adolphe Hug            | Urania Genf             | 23.09.1923 |              |
|               | Georges Stuber         | Lausanne-Sports         | 11.05.1925 |              |
| Abwehr        |                        |                         |            |              |
|               | Roger Bocquet          | Lausanne-Sports         | 09.04.1921 |              |
|               | Rudolf Gyger           | Cantonal Neuchâtel      | 16.04.1920 |              |
|               | Wilhelm Kernen         | FC La Chaux-de-Fonds    | 06.08.1929 |              |
|               | Gerhard Lusenti        | AC Bellinzona           | 24.04.1921 |              |
|               | André Neury            | AS Locarno              | 03.09.1921 |              |
|               | Kurt Rey               | Young Fellows Zürich    | 10.12.1923 |              |
|               | Felice Soldini         | AC Bellinzona           | 26.10.1915 |              |
|               | Willy Steffen          | Cantonal Neuchâtel      | 24.05.1923 |              |
| Mittelfeld    |                        |                         |            |              |
|               | Olivier Eggimann       | Servette Genf           | 06.08.1921 |              |
|               | Roger Quinche          | FC Bern                 | 22.07.1922 |              |
| Angriff       |                        |                         |            |              |
|               | Charles Antenen        | FC La Chaux-de-Fonds    | 03.11.1929 |              |
|               | René Bader             | FC Basel                | 07.08.1922 |              |
|               | Walter Beerli          | Young Boys Bern         | 23.07.1928 |              |
|               | Alfred Bickel          | Grasshopper Club Zürich | 02.05.1918 |              |
|               | Jacques Fatton         | Servette Genf           | 19.12.1925 |              |
|               | Hans-Peter Friedländer | Lausanne-Sports         | 06.11.1920 |              |
|               | Walter Schneiter       | FC Zürich               | 18.06.1918 |              |
|               | Hans Siegenthaler      | Young Fellows Zürich    | 05.02.1923 |              |
|               | Jean Tamini            | Servette Genf           | 09.12.1919 |              |
| Trainer       |                        |                         |            |              |
|               | Franco Andreoli        |                         |            |              |

## Spiele der Schweizer Mannschaft

### Vorrunde
- Jugoslawien –  Schweiz 3:0 (0:0)

Stadion: Estádio Independência (Belo Horizonte)
Zuschauer: 8.000
Schiedsrichter: Galeati (Italien)
Tore: 1:0 Tomašević (60.), 2:0 Tomašević (70.), 3:0 Ognjanov (75.)
- Brasilien –  Schweiz 2:2 (2:1)

Stadion: Estádio do Pacaembu (São Paulo)
Zuschauer: + 42.000
Schiedsrichter: Azón Roma (Spanien)
Tore: 1:0 Alfredo (3.), 1:1 Fatton (17.), 2:1 Baltazar (32.), 2:2 Fatton (88.)
- Mexiko –  Schweiz 1:2 (0:2)

Stadion: Estádio dos Eucaliptos (Porto Alegre)
Zuschauer: 3.500
Schiedsrichter: Eklind (Schweden)
Tore: 0:1 Bader (10.), 0:2 Tamini (37.), 1:2 Casarín (89.)
Das Eröffnungsspiel im neu gebauten, größten Stadion der Welt, dem Maracana (Fassungsvermögen: 200.000 Zuschauer!), war gleichzeitig das erste Spiel der Gruppe I. Brasilien gewann sicher 4:0 gegen Mexiko. Ein überzeugender Anfang des Favoriten war gemacht. Etwas überheblich, mit vier Reservisten im Team, trat Brasilien gegen die Schweizer an. Überraschend holten die Eidgenossen ein 2:2. Gegen Jugoslawien (zuvor 3:0 gegen die Schweiz) wollten die Gastgeber diese Scharte wieder auswetzen. Die Gäste begannen mit zehn Spielern, da sich Mitic im dunklen Gang zwischen Kabine und Spielfeld den Kopf aufgeschlagen hatte. Als er mit einem Verband auf dem Platz erschien, stand es bereits 1:0 für Brasilien (3., Ademir). Erst kurz vor dem Abpfiff stellte Zizinho (89.) den Endstand her. Die Gastgeber waren für die Endrunde qualifiziert.